# Brzózki (gmina)
Brzózki (alt. Brzóski) – dawna gmina wiejska istniejąca w latach 1945-1950 w woj. szczecińskim (dzisiejsze woj. zachodniopomorskie). Siedzibą władz gminy były Brzózki.
Gmina Brzózki powstała po II wojnie światowej na terenie tzw. Ziem Odzyskanych (tzw. III okręg administracyjny – Pomorze Zachodnie). 28 czerwca 1946 gmina –  jako jednostka administracyjna powiatu szczecińskiego – weszła w skład nowo utworzonego woj. szczecińskiego.
Według stanu z 1 lipca 1948 gmina składała się z 5 gromad: Brzóski, Karpin, Myślibórz Wielki, Mszczuje i Warnołęka.
Gmina występuje jeszcze w oficjalnych materiałach z 1948, 1949 i 1950, lecz w wykazach z 1951 i 1952 jednostki już nie ma, a Brzózki, Karpin, Myślibórz Wielki i Warnołęka wchodzą w skład gminy Jasienica (gromada Mszczuje już nie istnieje). Brak informacji o dacie zniesienia gminy.
Obszar dawnej gmniny Brzózki odpowiada obecnie w przybliżeniu wiejskiemu obszarowi gminy Nowe Warpno.